# 10928 Капрара
10928 Капрара (10928 Caprara) — астероїд головного поясу, відкритий 25 січня 1998 року.
Тіссеранів параметр щодо Юпітера — 3,280.